# Ernst Werner von Siemens
Ernst Werner von Siemens (Lenthe, 13 dicembre 1816 – Berlino, 6 dicembre 1892) è stato un imprenditore e ingegnere tedesco, fondatore insieme ai fratelli della casa elettrotecnica Siemens.

## Biografia
Fu un inventore, un elettrotecnico e un industriale. Nato a Lenthe, odierna Gehrden nella Regione di Hannover, nel 1841 inventò un metodo per la galvanoplastica e successivamente sviluppò una dinamo con sistema di autoeccitazione, che diventò un nuovo metodo per produrre energia elettrica. Nel 1847 fondò a Berlino, insieme a Johann Georg Halske, la società Telegraphenbauanstalt Siemens & Halske, per produrre materiale telegrafico. In breve tempo la ditta diventò un'importante industria elettrotecnica, che costruì la linea telegrafica tra l'Europa e l'India (1868-1870), ideò la prima linea telegrafica sotterranea e quindi utile in caso di guerra perché più difficile da sabotare e la prima linea tranviaria elettrica, a Lichterfelde presso Berlino (1881).
Inoltre a lui è attribuita l'invenzione dell'ascensore.

### Periodo berlinese

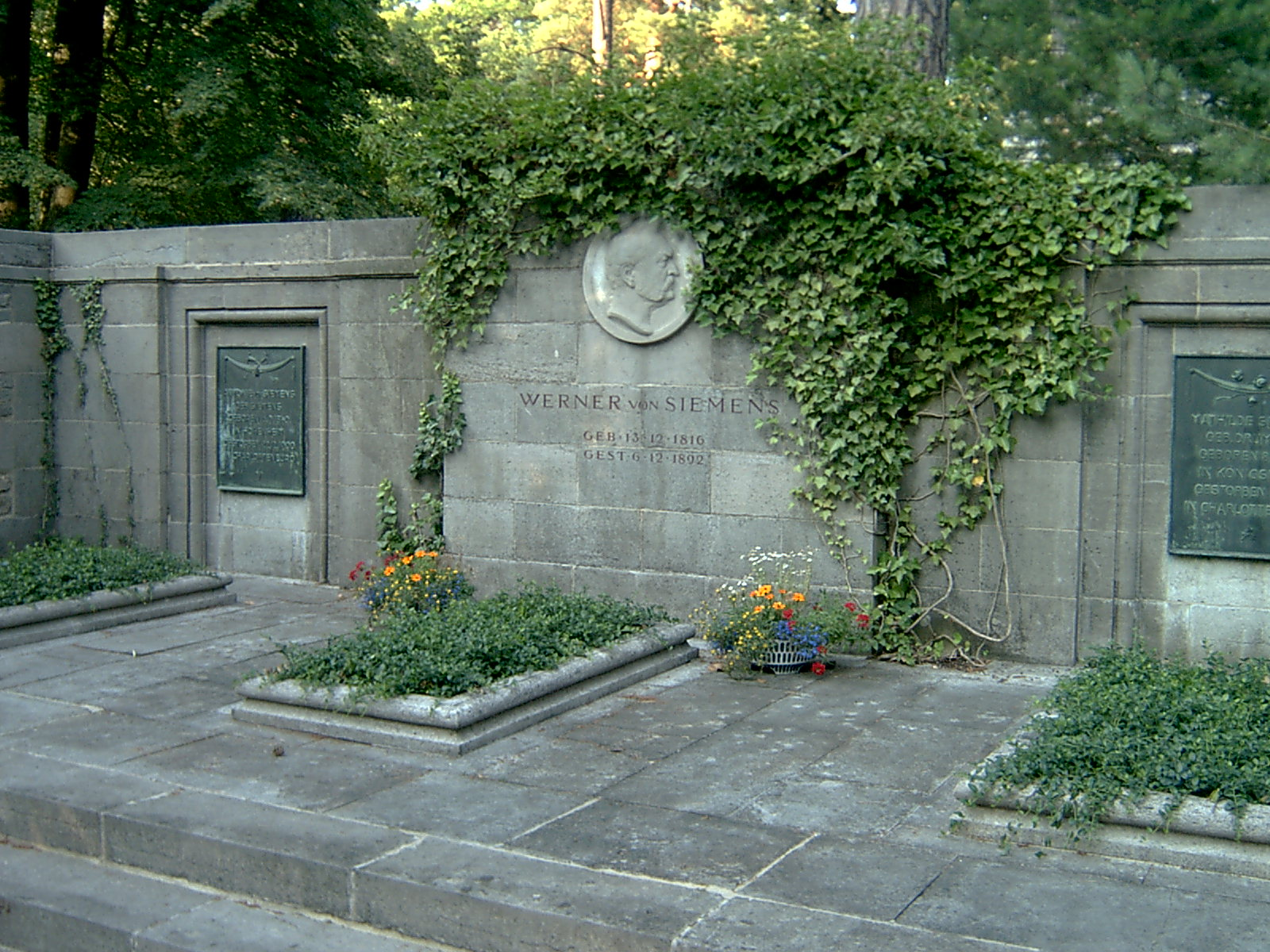
Tomba di Werner von Siemens al Cimitero Ovest di Stahnsdorf.

Prestò servizio nell'artiglieria prussiana fino al giugno 1849 e cercò di guadagnarsi da vivere con invenzioni che avessero un risvolto pratico nel breve periodo. Così inventò un regolatore per macchina a vapore, una pressa per la produzione di calcestruzzo e una pressa per la stampa. L'idea di una macchina volante, citata nella corrispondenza con il fratello Wilhelm, rimase solo sulla carta.
Sposò il 1º ottobre 1852, presso Königsberg, Mathilde Drumann (1824-1865), figlia del docente universitario Wilhelm Drumann e di Sophie Mehliß. Ebbe i figli Arnold e Wilhelm così come le figlie Anna Zanders e Käthe Pietschker (1861-1949). Mathilde morì il 1. luglio 1865. Il 13. luglio 1869 sposò in seconde nozze la nipote Antonie Siemens (1840-1900), figlia di Carl Georg Siemens, divenuto più tardi nobile del Regno di Württemberg, e di Ottilie Denzel (1812-1882). Dall'ultima moglie ebbe Carl Friedrich e Hertha (1870-1939; sposata con Carl Dietrich Harries).
Il 17 febbraio 1887 acquistò circa 600 ettari presso Biesdorf incluso il Castello di Biesdorf e li lasciò al figlio Wilhelm nel 1889.
Il 6 dicembre 1892, Werner von Siemens morì per una polmonite a Berlino. Fu sepolto presso il Luisenfriedhof I a Charlottenburg e più tardi fu spostato nella tomba di famiglia Siemens presso il Cimitero Ovest di Stahnsdorf.

## Società e incarichi pubblici
Siemens supportò la Rivoluzione tedesca del 1848-1849. Nel 1860 aderì al Deutscher Nationalverein. Nel 1861 fu tra i fondatori del Deutsche Fortschrittspartei (DFP). Nel 1863 entrò nel Parlamento prussiano rimanendovi fino al 1866. Il conflitto costituzionale prussiano vide la affermazione di Otto von Bismarck.
Siemens fece delle considerazioni sulle retribuzioni date ai suoi dipendenti. La normale retribuzione sembra non gli bastasse: „Vorrei bruciare il denaro come ferro rovente in mano, se non fosse per i fedeli assistenti“. Oltre che motivazioni altruistiche, anche tattiche aziendali lo portarono a ragionare in quel modo, come scrisse al fratello Carl: „Non sarebbe saggio per noi, farli rimanere a mani vuote in momenti di espansione aziendale.“
I dirigenti ebbero dalla metà degli anni '50 dell '800, contratti con premi di produzione, così come i dipendenti. Dagli anni '60 venne introdotto alla Siemens & Halske un sistema premiativo basato sulle innovazioni da parte dei dipendenti. Tutto questo per trattenere il personale qualificato in azienda.
Nel 1872 creò il fondo di garanzia pensionistica e di salute dell'azienda. Venne concesso ai dipendenti per contratto un orario di lavoro di nove ore nel 1873.
Nel 1879 comprò il fossile, secondo per ritrovamento, dell'Archaeopteryx dal farmacista di Solnhofen Ernst Häberlein per 20.000 marchi. Lasciò l'uccello preistorico alla Universität Berlin come prestito permanente, comprato successivamente in due anni a rate.

## Onorificenze
Nel 1860 diventa dottore honoris causa dalla Universität Berlin.Durante la Esposizione universale di Parigi del 1867, dove mostra al pubblico i principi di funzionamento della dinamo, riceve la Legion d'onore. Nel 1874 diventa membro dell Preußische Akademie der Wissenschaften. Nel 1880 diventa membro del consiglio di governo di Geheimen e nel 1886 entra nell'ordine Pour le Mérite per l'arte e la scienza. Successivamente diventa membro della Berliner Gesellschaft für Anthropologie, Ethnologie und Urgeschichte.
Per i suoi meriti in ambito scientifico e imprenditoriale, il Kaiser Friedrich III. nel 1888 gli conferisce titolo nobiliare. 
Nel sistema internazionale SI la conduttanza elettrica viene indicata con il suo nome: „1 Siemens“ o „Siemens-Einheit“ (SE) designa l'unità di misura Siemens.
Dopo la sua morte venne istituito il premio Werner-von-Siemens-Ring.

### Monumenti e busti

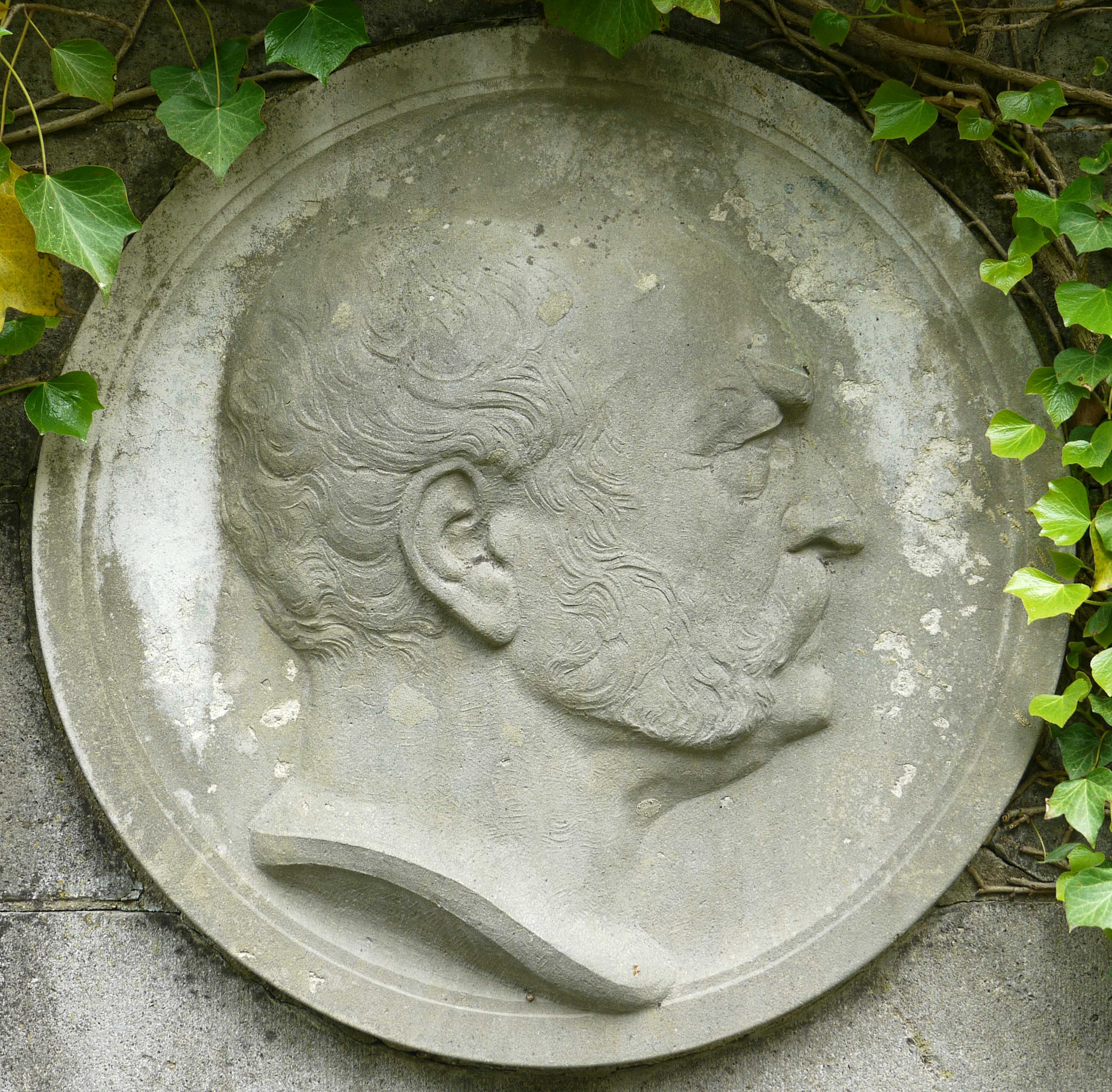
Rilievo sulla tomba di Werner von Siemens

- 1892 busto in marmo di Adolf von Hildebrand, Siemens-Villa in Lichterfelde
- 1893 busto di H. Schenkam, Institut für Chemie und Elektrotechnik der Technischen Hochschule Stuttgart
- 1893 busto in marmo di Ludwig Brunow presso la Philharmonie Berlin, più tardi presso la casa di Werner von Siemens, Berlin-Lankwitz
- 1893 busto in bronzo di Ludwig Brunow per la World’s Columbian Exposition
- 1896 capo presso Oberbaumbrücke di Berlino opera di Johannes Boese
- 1896 busto presso Urania a Berlino, più tardi a Lankwitz
- 1898 statua bronzea al Potsdamer Brücke Berlin di Julius Moser
- 1898 pietra commemorativa presso Lenthe
- 1899 rilievo bronzeo presso Siemens-Archiv di Adolf von Hildebrand
- 1899 rilievo marmoreo nel parco Siemens-Villa Lichterfelde
- 1899 monumento bronzeo presso la TU Berlin a Charlottenburg di Wilhelm Wandschneider
- 1904 medaglione della Elektrotechnischen Vereins Berlin
- 1906 rilievo marmoreo presso il Deutsches Museum di Monaco, opera di Adolf von Hildebrand
- rilievo nella U-Bahnhof Berlin-Klosterstraße di A. Vogel
- 1914 rilievo presso la Vereins Deutscher Ingenieure di Berlin, opera di Hugo Lederer
- 1914 rilievo marmoreo presso la Maschinenbauschulen di Magdeburgo di Adolf von Hildebrand
- 1916 rilievo aureo sulla cassetta del Werner-von-Siemens-Ring
- 1922 rilievo mamrmoreo presso Südwestkirchhof Stahnsdorf di Adolf von Hildebrand
- 1929 Marmorbüste (Kopie) im Ehrenraum der Elektrotechnik im Deutschen Museum München von Josef Wackerle

(Angaben aus: Siemens-Mitteilungen Nr. 145, 12. Oktober 1933)
- busto in marmo presso la Magnushaus

## Opere
Sono famosi i suoi contributi nei settori della telegrafia, della ferrovia, delle lampade elettriche e dei principi di elettrodinamica.
- La mia vita e le mie invenzioni, traduzione di Riccardo Bassi, Milano, Longanesi, 1970
- Kurze Darstellung der an den preussischen Telegraphen-Linien mit unterirdischen Leitungen gemachten Erfahrungen. Julius Springer, 1851
- Die electrische Telegraphie. Lüderitz, Berlin 1866
- Positive Vorschläge zu einem Patentgesetz. Bittkow, Berlin 1869
- Beiträge zur Theorie der Legung und Untersuchung submariner Telegraphenleitungen. Akademie, Berlin 1881
- Gesammelte Abhandlungen und Vorträge. Springer, Berlin 1881
- Wissenschaftliche und technische Arbeiten. Band I, Julius Springer, Berlin 1882
- Ueber die Zulässigkeit der Annahme eines electrischen Sonnenpotentials und dessen Bedeutung zur Erklärung terrestrischer Phänomene. Leipzig 1883
- Beiträge zur Theorie des Magnetismus. Königliche Akademie der Wissenschaften zu Berlin, Berlin 1884
- Über die Erhaltung der Kraft im Luftmeere der Erde. Königliche Akademie der Wissenschaften zu Berlin, Berlin 1886
- Das naturwissenschaftliche Zeitalter. Schumacher, Berlin 1886
- Über das allgemeine Windsystem der Erde. Akademie der Wissenschaften, Berlin 1890
- Wissenschaftliche und technische Arbeiten. Bd. II, Julius Springer, Berlin 1889
- Lebenserinnerungen. Piper, München 2004, ISBN 3-492-04621-5 (Originalverlag Julius Springer 1892)
- Aus einem reichen Leben. Werner von Siemens an seine Familie und an seine Freunde. Deutsche Verlags-Anstalt, Stuttgart 1954